# Belgian Taekwondo Federation
De Belgian Taekwondo Federation (BTF) is een Belgische sportbond voor het taekwondo. 

## Historiek
Op 27 oktober 1980 werd de Belgische nationale Taekwondofederatie (BNTF), in het Frans Fédération nationale belge de Taekwondo (FNBT), opgericht. Deze organisatie werd later omgevormd tot de Nationale Belgische Taekwondo Unie, in het Frans: Union Nationale Belge Taekwondo, met als afkorting UNBTU. 
Omstreeks 2009 ontstonden er spanningen tussen de Vlaamse en Franstalige vleugel, waarbij de Association Belge Francophone de Taekwondo (ABFT) de UNBTU moest verlaten. Tevens kwam het tot een kortgeding tussen tien Waalse taekwondoka's en de ABFT enerzijds en de Vlaamse Taekwondo Bond (VTB) en de UNBTU anderzijds, inzet was de deelname van de taekwondoka's aan het Belgisch kampioenschap te Ham dat jaar. In oktober 2011 volgde een samenwerkingsakkoord tussen de UNBTU en de Koreaanse ambassade. In november 2014 werd de UNBTU geschorst door de European Taekwondo Union (ETU) en de World Taekwondo Federation (WTF) nadat het Belgisch Olympisch en Interfederaal Comité (BOIC) een rapport had overgemaakt waaruit bleek dat de UNBTU niet de meerderheid van de taekwondoka's in België vertegenwoordigde.
Op 25 juni 2012 werd de Belgische Taekwondo Unie (BTUBT) opgericht. Op de algemene vergadering van 23 juni 2015 werd de BTUBT hernoemd naar de Belgian Taekwondo Federation (BTF). In november van datzelfde jaar werd de BTF erkend door de World Taekwondo Federation (WTF).

## Structuur

### Bestuur
Algemeen secretaris is Abdelhak Boubouh en voorzitter is Erik Baert. Yvan Butek fungeert als ondervoorzitter. De maatschappelijke zetel is gevestigd te Hasselt.

### Regionale liga's
- Taekwondo Vlaanderen (TKVD)
- Association Belge Francophone de Taekwondo (ABFT)
- Taekwondo Verband der Deutschsprachige Gemeinschaft (TVDSG)